# Barbigha
Barbigha è una città dell'India di 38.258 abitanti, situata nel distretto di Sheikhpura, nello stato federato del Bihar. In base al numero di abitanti la città rientra nella classe III (da 20.000 a 49.999 persone).

## Geografia fisica
La città è situata a 25° 13' 0 N e 85° 43' 60 E e ha un'altitudine di 43 m s.l.m..

## Società

### Evoluzione demografica
Al censimento del 2001 la popolazione di Barbigha assommava a 38.258 persone, delle quali 20.158 maschi e 18.100 femmine. I bambini di età inferiore o uguale ai sei anni assommavano a 7.253, dei quali 3.729 maschi e 3.524 femmine. Infine, coloro che erano in grado di saper almeno leggere e scrivere erano 19.908, dei quali 12.622 maschi e 7.286 femmine.